# Rodrigo Maia
Rodrigo Maia, né le 12 juin 1970 à Santiago du Chili, est un homme d'État brésilien. Il est président de la Chambre des députés de 2016 à 2021.

## Biographie

### Président de la Chambre des députés
Le 14 juillet 2016, une semaine après la démission d'Eduardo Cunha, il est élu président de la Chambre des députés par 285 députés, sur un total de 460.
Il fait l'objet d'une enquête judiciaire pour corruption, en relation avec l'affaire Odebrecht.

### Famille
Son père a été exilé au Chili à cause de la dictature militaire.